# Излетиште Борковац
Излетиште Борковац се налази на само неколико километара од Руме, тик уз Борковачко језеро.
У излетишту постоји неколико ресторана, кафића, као и хотел који је окружен боровом шумом. У близини се налази и Павловачко језеро, а нешто мало даље и манастири Ново и Старо Хопово.